# Zbraslav (syn svatého Václava)

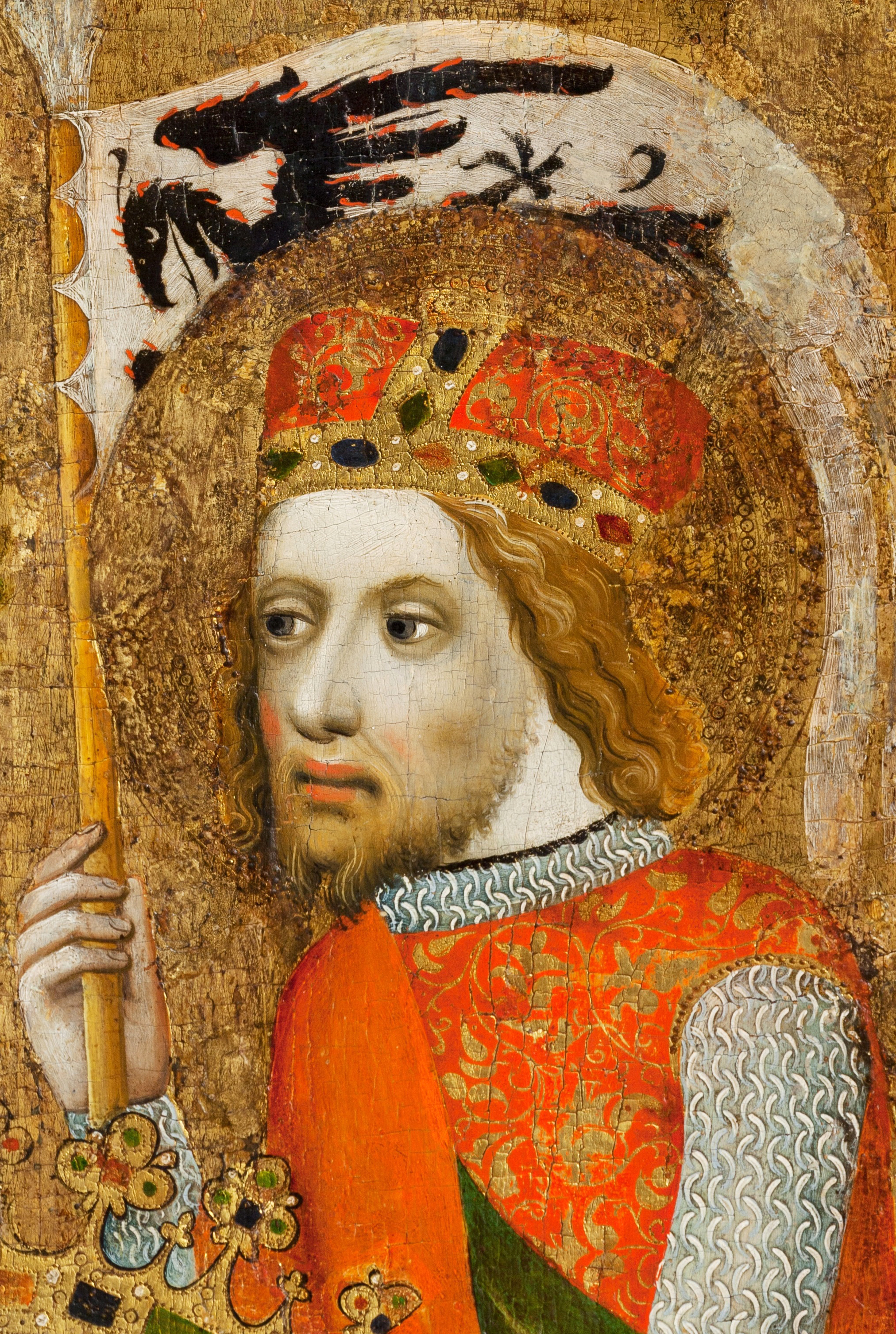
Svatý Václav na Votivním obraze Jana Očka z Vlašimi

Zbraslav (dvacátá léta 10. století? – před 935?) byl syn svatého Václava.

Narodil se patrně ve dvacátých letech 10. století knížeti Václavovi a neznámé ženě. Historik Josef Pekař se domníval, že jej Václav zplodil se svou řádnou manželkou, Dušan Třeštík však soudil, že žil s onou ženou jen v jakémsi pevnějším vztahu. Vratislav Vaníček klade narození Zbraslava do počátků Václavovy vlády. O Zbraslavovi se zmiňuje zejména Druhá staroslověnská legenda o svatém Václavu, podle níž byl k jeho zplození Václav donucen bratrem Boleslavem a dalšími vladyky.
| „                                               | Neboť, byv přinucen jednou od svého bratra a svých vladyků, pro zrození synů obcoval s ženou a zplodil s ní syna jménem Zbraslav. | “ |
| — Druhá staroslověnská legenda o svatém Václavu | |   |

Po Zbraslavově narození měl Václav v úmyslu udržovat čistotu. Ženě, s níž Zbraslava zplodil, dal na výběr, aby se buď provdala, anebo se stala Václavovou „sestrou“. Vybrala si druhou možnost, avšak zanedlouho zhřešila s jedním z Václavových sluhů, za něhož ji Václav později provdal. Dle Dušana Třeštíka jím mohl být služebník Podiven.
| „                                               | ...jednou však zhřešila s milým jeho služebníkem. A světec sám, když to viděl, řekl: „Proč jsi selhala pře Bohem? Tobě bylo vdáti se nebo nevdati. Ale neopovažte se nyní nikomu, ať je to kdokoli, o tom zmínit, dokud já si to nerozvážím.“ A učiniv velikou hostinu, aniž kdo věděl, co zamýšlí, provdal ji za téhož služebníka, čině ji jeho sestrou. | “ |
| — Druhá staroslověnská legenda o svatém Václavu | |   |

Není zřejmé, zda Zbraslav zemřel před vraždou svého otce, či byl ještě stále naživu. Autoři monografie Přemyslovci. Budování českého státu usuzují, že Zbraslav zemřel patrně před rokem 935.